# Scheloribates vulgaris
Scheloribates vulgaris är en kvalsterart som beskrevs av Hammer 1961. Scheloribates vulgaris ingår i släktet Scheloribates och familjen Scheloribatidae. Inga underarter finns listade i Catalogue of Life.